# (7307) Takei
(7307) Takei ist ein Asteroid der im Hauptasteroidengürtel die Sonne umkreist.
Der Asteroid wurde am 13. April 1994 von den japanischen Astronomen Yoshisada Shimizu und Takeshi Urata am Nachi-Katsuura-Observatorium (IAU-Code 905) in der Präfektur Wakayama entdeckt wurde.
Die Internationale Astronomische Union benannte den Asteroiden am 26. September 2007 nach dem Schauspieler George Takei, der unter anderem in der Serie Raumschiff Enterprise die Rolle von Hikaru Sulu spielte.